# Евтімен
Евтімен або Евфімен із Массилії (дав.-гр. Εὐθυμένης; VI ст. до н. е. ) — давньогрецький мандрівник, дослідник західного узбережжя Африки.

## Життєпис
Народився у м. Массілія (сучасний Марсель, Франція). Щодо соціального стану чи батьків немає відомостей. Втім, ймовірно, був досвідченим мореплавцем. В цей час почалася конкуренція між Массілією та Карфагеном за торговельні шляхи та корисні копалини. З цією метою він вирушив на дослідження за Геркулесові стовпи (Гібралтар). Досліджував західну частину Африканського континенту, дійшовши до ріки Сенегал. Напевно було декілька подорожей.
Його звіти про хід мандрівок на сьогодні не збереглися. Втім, вони були відомі сучасникам та наступникам Евтімена.